# Нестерянский сельский совет (Ореховский район)
Нестерянский сельский совет (укр. Нестерянська сільська рада) — входит в состав
Ореховского района
Запорожской области
Украины.
Административный центр сельского совета находится в 
с. Нестерянка.
- 1991 — дата образования.

## Населённые пункты совета
- с. Нестерянка